# Timothy Broglio
Timothy Paul Andrew Broglio (n. Cleveland Heights, Ohio, Estados Unidos, 22 de diciembre de 1951) es un arzobispo católico, diplomático, canonista y teólogo estadounidense.

## Primeros años de vida
Nacido en la ciudad de Cleveland Heights (Ohio). Estudio secundaria en el Saint Ignatius High School de Cleveland. Luego hizo sus estudios superiores en la universidad Boston College, en la que se licenció en Estudios clásicos y luego se trasladó a Italia, donde se convirtió en Doctor de Teología Sagrada por la Pontificia Universidad Gregoriana de Roma.

## Sacerdocio y episcopado
A su regreso a Estados Unidos, fue ordenado sacerdote el 19 de mayo de 1977, por el cardenal italiano Sergio Pignedoli.
Tras su ordenación inició su ministerio pastoral como pastor asociado de la Iglesia San Margaret Mary Parish de South Euclid, que cabe destacar que afirmó que esa época fue uno de los mejores años de su vida.
En 1979 regresó a Roma para estudiar en la Academia Pontificia Eclesiástica, en la cual preparó su carrera diplomática, se graduó en 1983 y obtuvo un Doctorado en Derecho Canónico.
Al terminar sus estudios superiores, pasó a formar parte del Servicio Diplomático de la Santa Sede.
Una vez dentro del servicio diplomático, comenzó a servir como secretario de las nunciaturas apostólicas de Costa de Marfil entre 1983 y 1987 y de Paraguay entre 1987 y 1990. Seguidamente trabajó en la Secretaría de Estado de la Santa Sede como responsable geográfico de América Central y luego como secretario personal del entonces cardenal Secretario de Estado, Angelo Sodano.
El 27 de febrero de 2001 fue nombrado por el papa Juan Pablo II, como arzobispo titular de Amiternum, así como Nuncio Apostólico en la República Dominicana y Delegado Apostólico en Puerto Rico. Eligió como lema, la frase: "Quaerite Regnum Dei" (en latín).
Su consagración episcopal tuvo lugar en la Basílica de San Pedro de la Ciudad del Vaticano, el día 19 de marzo de ese año, teniendo como consagrante principal al sumo pontífice y como co-consagrantes a los cardenales Angelo Sodano y Giovanni Battista Re.
También desde entonces es miembro de la Junta de Síndicos de la Catholic Distance University (CDU) de Charles Town (Virginia Occidental). Y fue condecorado por el presidente Leonel Fernández, con la Gran Cruz "Placa de Plata" de la Orden al Mérito de Duarte, Sánchez y Mella de la República Dominicana.
Desde el 19 de noviembre de 2007, tras haber sido nombrado por el papa Benedicto XVI, es el nuevo vicario apostólico de las Fuerzas Armadas de los Estados Unidos.
Tomó posesión formalmente de su cargo el día 25 de enero de 2008 y se ha instalado en la Basílica del Santuario Nacional de la Inmaculada Concepción.
El 15 de noviembre de 2022 fue elegido presidente de la Conferencia de los Obispos Católicos de Estados Unidos.

## Condecoración
| Distinción                                                                  | Período                 | Lugar                | Otorgado por     |
| --------------------------------------------------------------------------- | ----------------------- | -------------------- | ---------------- |
| Gran Cruz "Placa de Plata" de la Orden al Mérito de Duarte, Sánchez y Mella | 18 de diciembre de 2007 | República Dominicana | Leonel Fernández |